# Daniel de Galicie
Daniel Romanovitch (en ruthène Данило Романовичъ, en russe : Дании́л Рома́нович, en ukrainien : Дани́ло Рома́нович, en polonais : Daniel Romanowicz), dit Daniel Ier de Galicie (en ukrainien : Данило I Галицький (Danilo Halytskyï), en polonais : Daniel I Halicki et en latin : Daniel Ruthenorum Rex), est un roi ruthène de Galicie-Volhynie de la dynastie des Romanovitch, branche des Riourikides, né en 1201 à Halytch et mort en 1264 à Chełm.
Il règne sur Kiev en 1243 (qu'il contrôle au moment de l'invasion mongole). Il est couronné en 1253 par Innocent IV.
Premier fils de Roman le Grand et d'Anna-Euphrosyne de Byzance, il est également prince de Przemyśl en 1205.
Sa période de règne est l'apogée économique, culturelle et politique de l'État de Galice-Volhynie (il est notamment connu pour sa réforme de l'armée et pour ses nombreux rapprochements avec l'Occident). Il étendit ses frontières jusqu'aux Carpates, au Danube et sur le Dniepr, faisant de la Galicie-Volhynie l'un des plus grands pays d'Europe.

## Biographie

### Jeunesse et ascension
En 1205, à la mort de son père le prince de Galicie-Volhynie Roman Mstislavitch dit « le Grand », Daniel est le successeur légitime des terres de ce dernier, mais âgé de seulement quatre ans, il est forcé à l'exil avec sa mère Anne de Byzance (ou Euphrosyne) et son frère Vassilko. Ils se réfugient d'abord à Cracovie, avant que Daniel ne soit envoyé à la cour du roi de Hongrie où il reste pendant six ans. Leur mère Anne prit alors le rôle de régente en attendant la majorité de ses deux fils, ce après quoi, elle passera le restant de sa vie dans un monastère.
En 1215, avec le soutien du roi de Pologne Lech le Blanc, Daniel reprend la Volhynie. Deux ans plus tard en 1223, il est l'un des princes cousins riourikides qui participe à la bataille de la Kalka contre les Mongols (où il finit blessé à la poitrine et doit abandonner le champ de bataille). Battu, il parvient tout de même à s'échapper. En 1234, il écrase les troupes d'Alexandre Vsevolodovitch et récupère la principauté de Belz. En 1236, avec Iouri II Vladimirski il détrône Vladimir IV de Kiev du pouvoir kiévien.
À partir de 1238, en pleine période des croisades baltes, il combat Boleslas Ier de Mazovie et prend du terrain sur l'ordre de Dobrzyń, avant de regagner la plupart des territoires de la Galicie, dont sa capitale Halytch. Il règne désormais sur l'ensemble de la principauté de Galicie-Volhynie, héritée de son père.

### Règne sur Kiev
L'année suivante en 1239, il prend de force la ville symbolique de Kiev à son cousin le prince Rostislav III Mstislavitch, capitale de l'ancienne principale principauté de la Rus' de Kiev et fief de ses ancêtres depuis des siècles. Mais face à la menace mongole de Batu Khan (dont l'invasion de la Rus' avait commencé depuis 1237), il envoie Dmytro, son meilleur voïvode, pour défendre la ville gardée par à peine 1000 soldats (le siège de Kiev débute le 19 novembre 1240). Après un siège de plusieurs jours, la Porte dorée de Kiev (une des trois portes de la ville) est attaquée par les catapultes mongoles. Le 5 décembre, les murs de la ville se fissurent et les assaillants parviennent à rentrer, entraînant des combats au corps à corps dans toutes les rues kiéviennes (la population se réfugiant dans l'Église de la Dîme). Dmytro, blessé d'une flèche, ne parvient pas à empêcher les pillages, massacres et incendie de la ville qui est définitivement prise le lendemain, tombant entre les mains des Mongols (on parle de près de 50 000 morts du côté des Ruthènes (Ukrainiens d'aujourd'hui)
Un an plus tard, ces derniers ravagent la Galicie-Volhynie, combattant Polonais et Hongrois. Durant cette même année 1240, Daniel s'empare de la ville polonaise de Drohiczyn, et doit à partir de 1241 affronter les désirs expansionnistes des princes riourikides voisins, comme son vieil ennemi Rostislav IV de Kiev.
En 1243, il contraint Rostislav III à abdiquer en faveur de Michel prince de Tchernigov et l'emmène en captivité.

### Lutte contre les Mongols

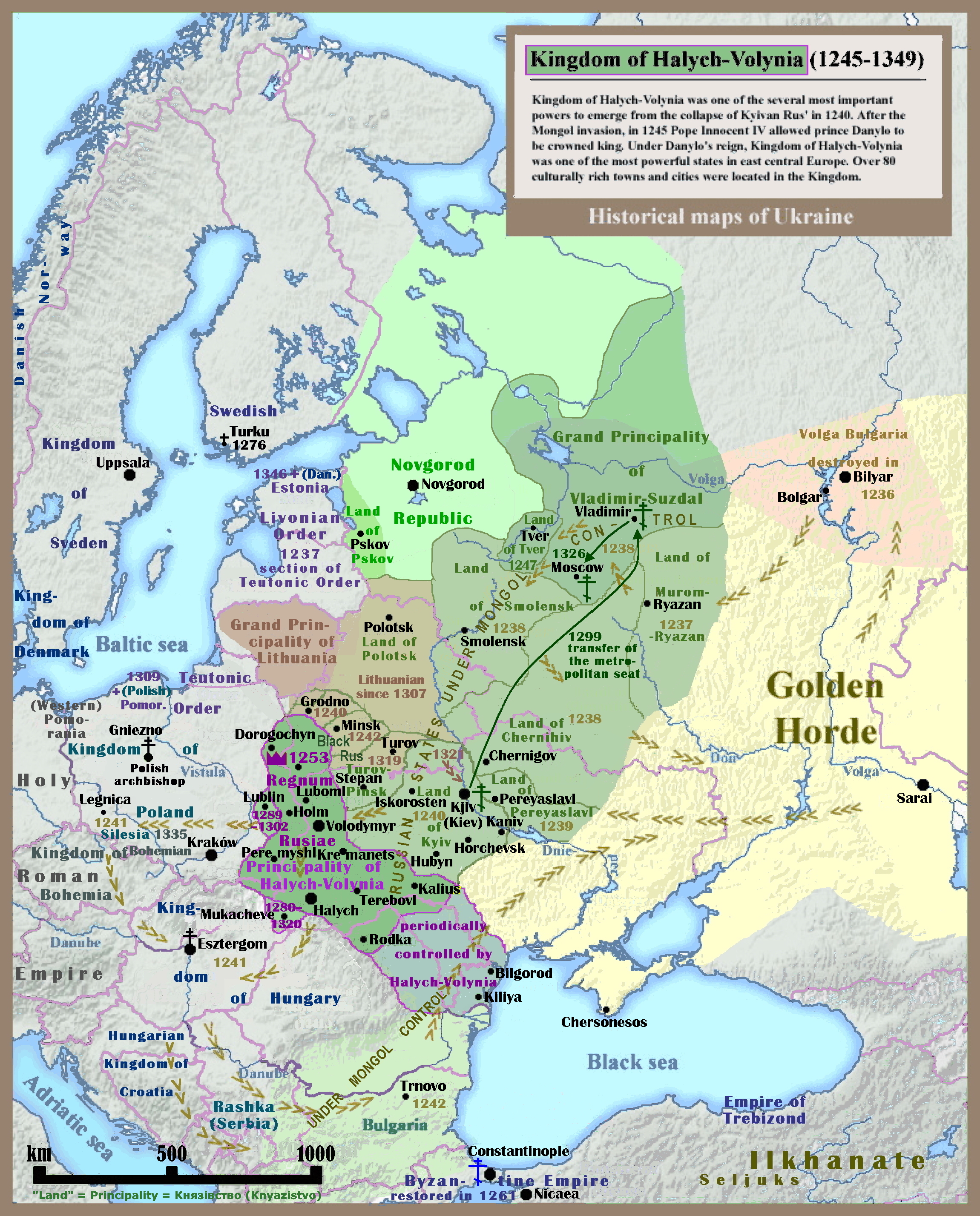
Limites territoriales de la principauté de Galicie-Volhynie (1245-1349).

Le 17 août 1245 à Jarosłav, lors d'une des plus importantes batailles de l'histoire européenne du XIIIe siècle, Daniel bat une coalition de princes de Tchernigov, de boyards déchus, de Hongrois et de Polonais (dont des Frères de Dobrzyń), et se rend enfin maître de toute la Galicie-Volhynie, reconstituant l'héritage de son illustre père. Il fait de son frère Vassilko le maître de Volhynie, tout en gardant la Galicie pour lui, bien qu'exerçant officieusement le pouvoir sur les deux régions.
En 1245, les trois principaux princes de la Rus' : Iaroslav II Vladimirski, Michel de Tchernigov et Daniel, sont convoqués à Saraï, capitale mongole de la Horde d'or située dans les steppes de la Volga. Daniel respecte tous les usages de la cour mongole, parmi lesquels se trouve le fait de s'incliner en mémoire de Gengis Khan (selon l'historien ukrainien Orest Subtelny, Daniel se fit remettre par le grand khan une tasse de lait de jument fermenté avec cette phrase: « Vous êtes l'un des nôtres maintenant »). Michel, lui, refuse et finit exécuté dans des conditions qualifiées d'atroces. Iaroslav, en conflit avec la femme de Batu Khan, meurt quelques jours plus tard, peut-être empoisonné. Obligé de reconnaître formellement l'autorité mongole, en 1246, il construit tout de même sa politique extérieure autour de l'opposition à la Horde d'Or.
C'est aux alentours de cette période (1244-1248), que Daniel de Galicie commence à entretenir des relations avec le pape via son émissaire Jean de Plan Carpin (ces derniers espérant secrètement que Daniel se convertisse à terme au catholicisme), en promesse d'une aide contre les Mongols.
Vers 1248, il se rend à nouveau sur les territoires des tribus baltes pour empêcher leurs raids (en s'alliant avec Siemovit Ier de Mazovie, qui épouse ensuite sa fille Pereïaslava), qu'il stoppe pour quelques années.

### Couronné roi de Galicie-Volhynie

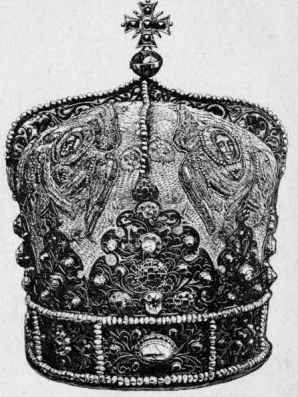
Reproduction de la couronne royale de Daniel Ier de Galicie.

En 1253, le pape exhorte les chrétiens de Bohême, de Moravie, de Serbie, de Poméranie ou encore de Prusse, à lutter contre les Tataro-mongols.
En tentant de former une alliance contre les Mongols, il demande finalement un soutien militaire au pape Innocent IV, et accepte l’union avec Rome (en échange de placer ses terres sous l'autorité symbolique ecclésiastique romaine), recevant de la papauté la couronne royale, et se faisant couronner officiellement comme roi de la Rus' de Halych-Volodymyr, couronné par un archevêque papal à Drohiczyn sur la rivière Boug (sans rompre pourtant avec Constantinople, Daniel étant donc resté orthodoxe). Désireux pourtant de plus de reconnaissance, Daniel, au moment de son sacre, déclara avec amertume qu'il s'attendait également à l'arrivée d'une armée. Ce couronnement laisse penser qu'il est le dirigeant principal de la Rus' (Rex Russiae) mais dans les faits Alexandre Nevski est plutôt reconnu comme celui ayant la plus grande autorité de tout les princes rus' de cette époque.
Il établit également des relations cordiales avec la Pologne et la Hongrie (son fils, Léon, épouse Constance de Hongrie durant la même année).
En 1254, il résiste à nouveau à l'invasion mongole menée par Kuremsa, le fils de Orda (lui-même petit-fils de Gengis Khan). Convaincu de l'incapacité de Rome d'organiser une croisade contre la Horde d'or, Daniel suspend ses relations avec la curie papale en 1257. Il s'apprêtait à reprendre le contrôle de Kiev, lorsqu'en 1259, une nouvelle force mongole entra en Galicie, menée par Burundaï et Nogaï Khan, qui finit par fixer un ultimatum : Daniel doit alors raser les murailles de toutes ses villes fortes ou bien subir l'attaque mongole. Daniel se conforme, perdant ainsi sa capacité défensive.
Il a fondé de nombreuses villes dont Lviv (fondée en 1256 en l'honneur de son fils) ou encore Chełm et fait fortifier ou restaurer de nombreuses autres (comme Drohiczyn). Il a également fait venir de nombreux commerçants et artisans allemands, polonais et arabes. De nombreux Juifs rabbiniques et Karaites, ainsi que des Arméniens se sont également établis en Galicie à cette époque. Il a également nommé des fonctionnaires afin de protéger les paysans contre l'exploitation abuse aristocratique, et formé des unités d'infanterie lourde composées de paysans.
En 1261, il fait partie d'une coalition menée contre la Cujavie, avec Boleslas V le Pudique, Boleslas le Pieux, Siemovit Ier de Mazovie, pour soutenir la révolte du duc Lech II le Noir contre son père Casimir Ier de Cujavie.
Durant les dernières années de son règne, Daniel a continué à développer et à étendre son royaume, tout en minimisant l'influence mongole. Il chercha donc des alliances dynastiques, en faisant épouser un de ses fils et une de ses filles à la descendance du roi Mindaugas du grand-duché de Lituanie, ainsi qu'une autre de ses filles, Ustynia, avec le prince riourikide André II de Vladimir de Vladimir-Souzdal. Il a également pris des dispositions pour le mariage entre son fils Roman et Gertrude, héritière de la Maison de Babenberg (mais ne parviendra pas à le placer sur le trône ducal d'Autriche).
Tombé malade, il meurt en 1264, et est enterré à Chełm dans l'église de Sainte-Marie (ville et église qu'il a lui-même fait construire). Ce long règne est l'apogée de la principauté de Galicie avec entre autres une expansion de la vie artistique qui laisse des traces encore aujourd'hui.
À sa mort, son fils Chvarno de Galicie lui succéda (1264-1269), puis son deuxième fils Léon (Lev) de Galicie (1269-1301). Le principauté de Galicie-Volhynie finit partagée entre ses trois fils (Chvarno, Léon et Mstislav).
Sa lignée s'éteint en 1340.

## Famille

### Union et descendance
Daniel de Galicie est marié à deux reprises, tout d'abord avec Anne de Novgorod (morte avant 1252), la fille de Mstislav Mstislavich le Téméraire, qu'il épouse en 1218. Il épouse après la mort de sa première femme, en secondes noces la sœur du roi Mindaugas de Lituanie. Il a en tout huit enfants :
- Irakli (vers 1223 - vers 1240) ;
- Léon Ier de Galicie (vers 1228 - vers 1301), prince de Belz (1245–1264), de Przemyśl (1264-1269), de Galicie (1269-1301) et de Galicie-Volhynie (1293-1301). Il fait transférer la capitale galicienne d'Halitch à Lviv. Il épouse en 1257 Constance, fille de Béla IV de Hongrie ;
- Roman (vers 1230 - vers 1261), prince de Ruthénie noire (Navahroudak) (aux environs de 1255-1260) et de Slonim ;
- Mstislav (mort après 1300), prince de Loutsk (1265-1289) et de Volhynie (1289 - après 1300) ;
- Chvarno[7] (mort en 1269 et enterré à Chełm), grand-duc de Lituanie (1264-1267) et prince de Chełm (1264-1269) ;
- Pereïaslava (morte le 12 avril 1283), mariée vers 1248 au prince Siemovit Ier de Mazovie ;
- Ustynia (morte vers 1250/1251), mariée au prince André II de Vladimir-Souzdal ;
- Sofia (morte en 1259).

### Ancêtres
|  |                                    |  |  |  |  |  |  |  |  |  |  |  |  |  |  |  |
|  | 16. Mstislav Ier Harald            |  |  |  |  |  |  |  |  |  |  |  |  |  |  |  |
|  |                                    |  |  |  |  |  |  |  |  |  |  |  |  |  |  |  |
|  |                                    |  |  |  |  |  |  |  |  |  |  |  |  |  |  |  |
|  | 8. Iziaslav II                     |  |  |  |  |  |  |  |  |  |  |  |  |  |  |  |
|  |                                    |  |  |  |  |  |  |  |  |  |  |  |  |  |  |  |
|  |                                    |  |  |  |  |  |  |  |  |  |  |  |  |  |  |  |
|  | 17. Christine Ingesdotter          |  |  |  |  |  |  |  |  |  |  |  |  |  |  |  |
|  |                                    |  |  |  |  |  |  |  |  |  |  |  |  |  |  |  |
|  |                                    |  |  |  |  |  |  |  |  |  |  |  |  |  |  |  |
|  | 4. Mstislav II Chobry              |  |  |  |  |  |  |  |  |  |  |  |  |  |  |  |
|  |                                    |  |  |  |  |  |  |  |  |  |  |  |  |  |  |  |
|  |                                    |  |  |  |  |  |  |  |  |  |  |  |  |  |  |  |
|  | 18. Conrad III de Hohenstaufen     |  |  |  |  |  |  |  |  |  |  |  |  |  |  |  |
|  |                                    |  |  |  |  |  |  |  |  |  |  |  |  |  |  |  |
|  |                                    |  |  |  |  |  |  |  |  |  |  |  |  |  |  |  |
|  | 9. Agnès de Staufen                |  |  |  |  |  |  |  |  |  |  |  |  |  |  |  |
|  |                                    |  |  |  |  |  |  |  |  |  |  |  |  |  |  |  |
|  |                                    |  |  |  |  |  |  |  |  |  |  |  |  |  |  |  |
|  | 19. Gertrude de Comburg            |  |  |  |  |  |  |  |  |  |  |  |  |  |  |  |
|  |                                    |  |  |  |  |  |  |  |  |  |  |  |  |  |  |  |
|  |                                    |  |  |  |  |  |  |  |  |  |  |  |  |  |  |  |
|  | 2. Roman le Grand                  |  |  |  |  |  |  |  |  |  |  |  |  |  |  |  |
|  |                                    |  |  |  |  |  |  |  |  |  |  |  |  |  |  |  |
|  |                                    |  |  |  |  |  |  |  |  |  |  |  |  |  |  |  |
|  | 20. Ladislas Ier Herman            |  |  |  |  |  |  |  |  |  |  |  |  |  |  |  |
|  |                                    |  |  |  |  |  |  |  |  |  |  |  |  |  |  |  |
|  |                                    |  |  |  |  |  |  |  |  |  |  |  |  |  |  |  |
|  | 10. Boleslas III Bouche-Torse      |  |  |  |  |  |  |  |  |  |  |  |  |  |  |  |
|  |                                    |  |  |  |  |  |  |  |  |  |  |  |  |  |  |  |
|  |                                    |  |  |  |  |  |  |  |  |  |  |  |  |  |  |  |
|  | 21. Judith de Bohême               |  |  |  |  |  |  |  |  |  |  |  |  |  |  |  |
|  |                                    |  |  |  |  |  |  |  |  |  |  |  |  |  |  |  |
|  |                                    |  |  |  |  |  |  |  |  |  |  |  |  |  |  |  |
|  | 5. Agnès de Pologne                |  |  |  |  |  |  |  |  |  |  |  |  |  |  |  |
|  |                                    |  |  |  |  |  |  |  |  |  |  |  |  |  |  |  |
|  |                                    |  |  |  |  |  |  |  |  |  |  |  |  |  |  |  |
|  | 22. Henri Ier de Berg-Schelklingen |  |  |  |  |  |  |  |  |  |  |  |  |  |  |  |
|  |                                    |  |  |  |  |  |  |  |  |  |  |  |  |  |  |  |
|  |                                    |  |  |  |  |  |  |  |  |  |  |  |  |  |  |  |
|  | 11. Salomé von Berg                |  |  |  |  |  |  |  |  |  |  |  |  |  |  |  |
|  |                                    |  |  |  |  |  |  |  |  |  |  |  |  |  |  |  |
|  |                                    |  |  |  |  |  |  |  |  |  |  |  |  |  |  |  |
|  | 23. Adélaïde de Mochental          |  |  |  |  |  |  |  |  |  |  |  |  |  |  |  |
|  |                                    |  |  |  |  |  |  |  |  |  |  |  |  |  |  |  |
|  |                                    |  |  |  |  |  |  |  |  |  |  |  |  |  |  |  |
|  | 1. Daniel de Galicie               |  |  |  |  |  |  |  |  |  |  |  |  |  |  |  |
|  |                                    |  |  |  |  |  |  |  |  |  |  |  |  |  |  |  |
|  |                                    |  |  |  |  |  |  |  |  |  |  |  |  |  |  |  |
|  | 24. Constantin Ange                |  |  |  |  |  |  |  |  |  |  |  |  |  |  |  |
|  |                                    |  |  |  |  |  |  |  |  |  |  |  |  |  |  |  |
|  |                                    |  |  |  |  |  |  |  |  |  |  |  |  |  |  |  |
|  | 12. Andronic Ange                  |  |  |  |  |  |  |  |  |  |  |  |  |  |  |  |
|  |                                    |  |  |  |  |  |  |  |  |  |  |  |  |  |  |  |
|  |                                    |  |  |  |  |  |  |  |  |  |  |  |  |  |  |  |
|  | 25. Théodora Comnène Angelina      |  |  |  |  |  |  |  |  |  |  |  |  |  |  |  |
|  |                                    |  |  |  |  |  |  |  |  |  |  |  |  |  |  |  |
|  |                                    |  |  |  |  |  |  |  |  |  |  |  |  |  |  |  |
|  | 6. Isaac II Ange                   |  |  |  |  |  |  |  |  |  |  |  |  |  |  |  |
|  |                                    |  |  |  |  |  |  |  |  |  |  |  |  |  |  |  |
|  |                                    |  |  |  |  |  |  |  |  |  |  |  |  |  |  |  |
|  | 13. Euphrosyne Kastamonides        |  |  |  |  |  |  |  |  |  |  |  |  |  |  |  |
|  |                                    |  |  |  |  |  |  |  |  |  |  |  |  |  |  |  |
|  |                                    |  |  |  |  |  |  |  |  |  |  |  |  |  |  |  |
|  | 3. Anne-Euphrosyne Ange            |  |  |  |  |  |  |  |  |  |  |  |  |  |  |  |
|  |                                    |  |  |  |  |  |  |  |  |  |  |  |  |  |  |  |
|  |                                    |  |  |  |  |  |  |  |  |  |  |  |  |  |  |  |
|  | 7. Herina                          |  |  |  |  |  |  |  |  |  |  |  |  |  |  |  |
|  |                                    |  |  |  |  |  |  |  |  |  |  |  |  |  |  |  |
|  |                                    |  |  |  |  |  |  |  |  |  |  |  |  |  |  |  |

## Postérité
Dans la ville ukrainienne de Lviv (capitale administrative de l'oblast du même nom et plus grande ville de l'Ouest du pays), qu'il a lui-même fondée, existent aujourd'hui de nombreuses références à Daniel de Galicie :
- une place Daniel de Galicie (qui donne sur la rue Pidvalna) ;
- l'aéroport international de Lviv, Danylo-Halytskyi est nommé ainsi depuis le 6 février 2012[10] ;
- une statue en centre-ville, érigée en 2001 (une autre existe à Halytch) ;
- l'université d'Ivano-Frankivsk porte son nom.

En Ukraine il est considéré comme un des grands personnages historiques du pays contrairement à en Russie, à l'opposé d'Alexandre Nevski. 
Un film historique soviétique retraçant sa vie, Данило — князь Галицький (Daniel - Le prince de Galice) est tourné au studio d'Odessa en 1987 (film dans lequel Bohdan Stoupka joua un petit rôle), la 24e brigade mécanisée d'Ukraine porte son nom.

### Galerie

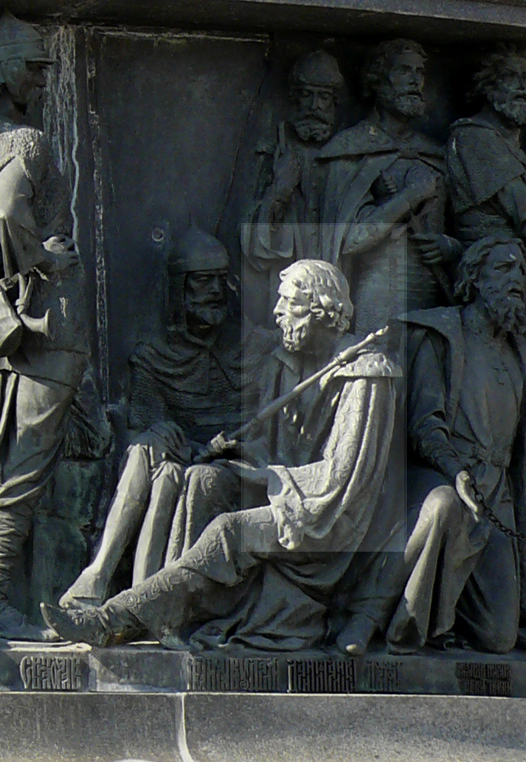
Daniel de Galicie sur le monument du millénaire à Novgorod.
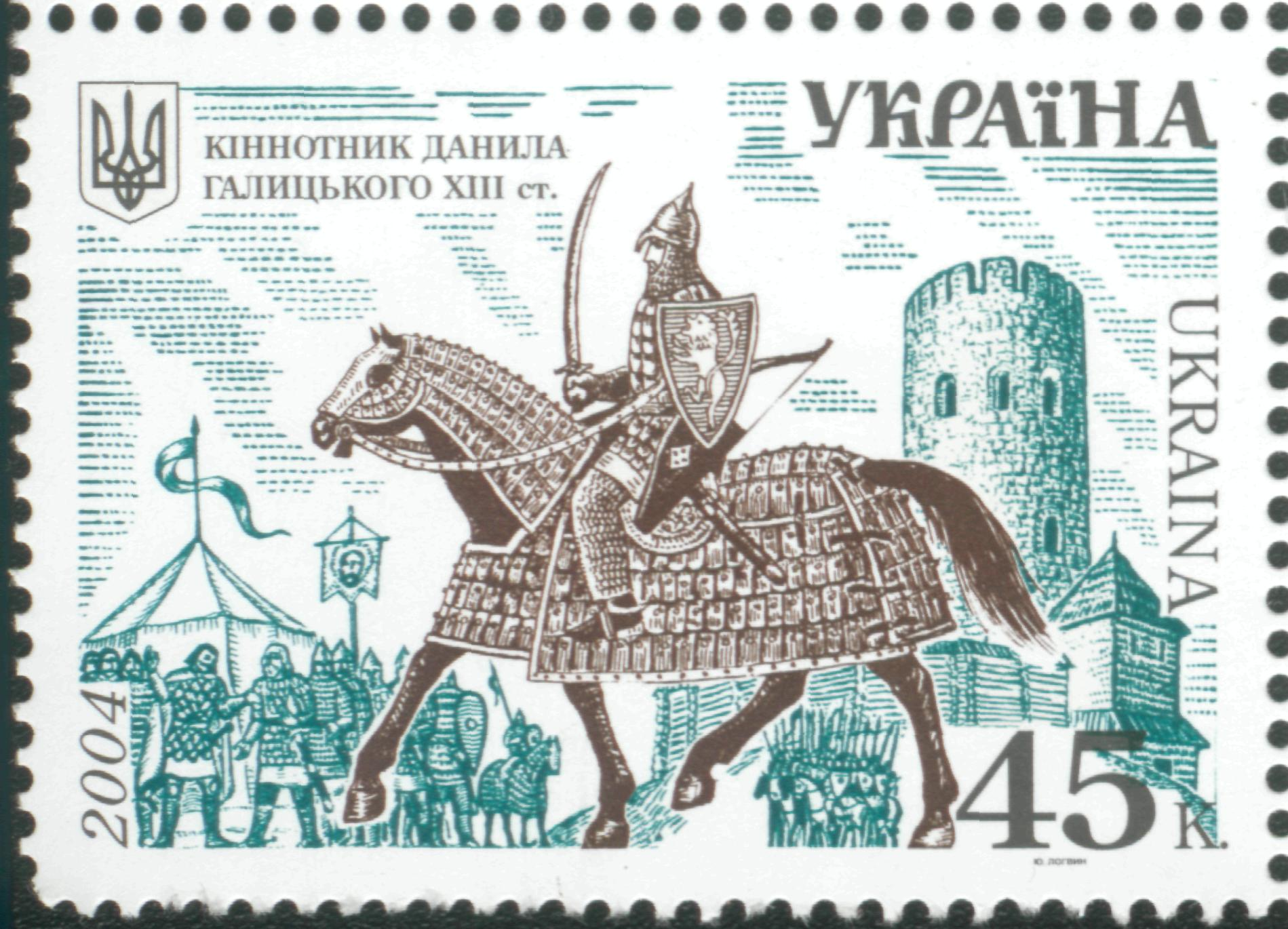
Timbre-poste ukrainien de 2004 représentant Daniel de Galicie.
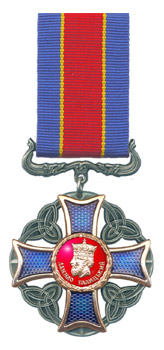
Ordre de Daniel de Galicie, créé en 2003 en Ukraine.